# Monique Boucher (Miss France)
Pour les articles homonymes, voir Monique Boucher et Boucher.
Monique Boucher est une femme française élue Miss Charente 1965, 1re dauphine de Miss France 1966, puis Miss France 1966 en remplacement de Michèle Boule.

## Biographie
Elle est la fille d'un couple de bouchers et vit à Saint-Jean-d'Angély au moment de son sacre.

## Élection
Elle est sacrée Miss France 1966 lors de l'élection qui eut lieu à Vendôme.